# دانشگاه لا تروب

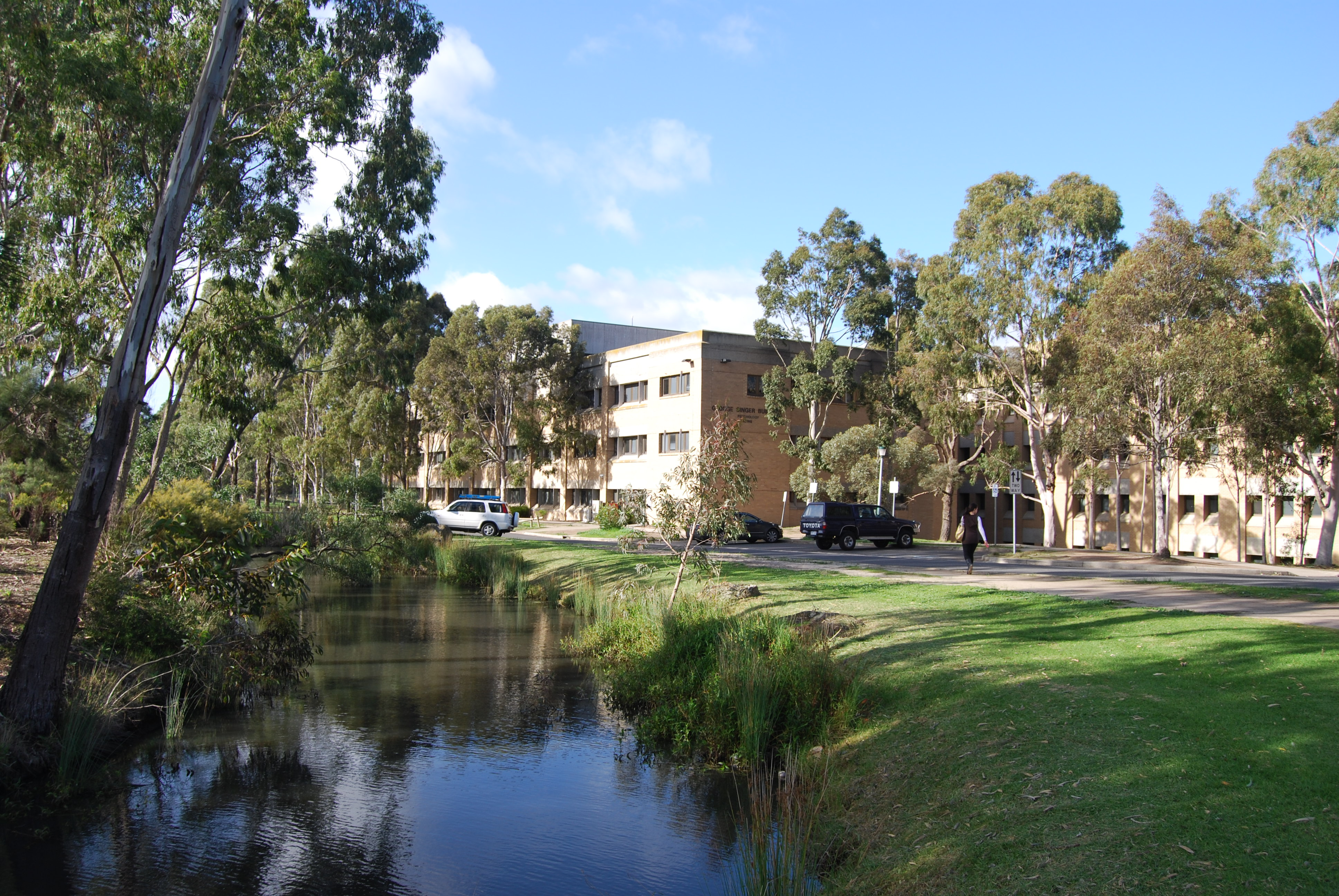
دانشگاه لا تروب در باندورا

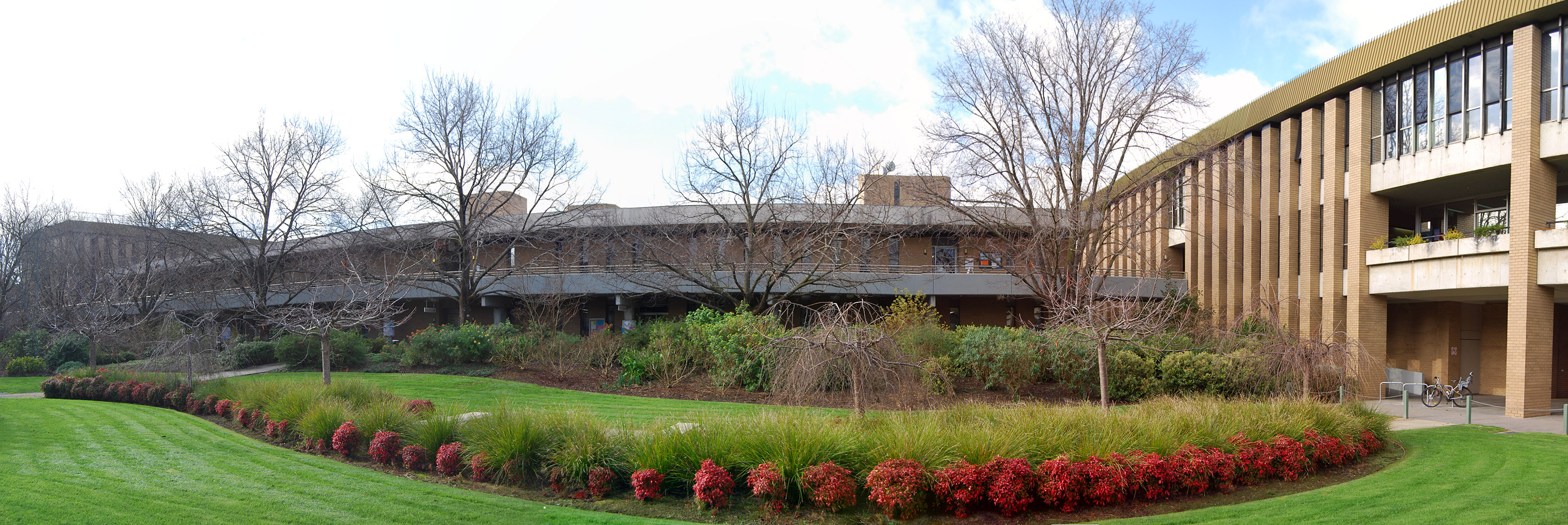
ساختمان دیوید مایرز

دانشگاه لا تروب (به انگلیسی: La Trobe University) یک دانشگاه دولتی در استرالیا است که در ملبورن، ویکتوریا در استرالیا قرار دارد. این دانشگاه دارای چند محوطه است که محوطه اصلی آن در شهر باندورا در حومه ملبورن است.
این دانشگاه در سال ۱۹۶۴ تأسیس شد و تبدیل به سومین دانشگاه در ایالت ویکتوریا و ۱۲اُمین دانشگاه ساخته‌شده در استرالیا شد. دانشگاه لا تروب بزرگترین دانشگاه شهری در کشور استرالیا است.
این دانشگاه دارای دو محوطه بزرگ در بندیگو، در ویکتوریا و دیگری در شهرهای مرزی دوبلین البره-وودنگا واقع شده‌است. این دانشگاه دارای دو محوطه کوچکتر در میلدورا و شپارتون و سه محوطه در ناحیه تجاری مرکزی دارد: ۲ محوطه در ملبورن در خیابان فرانکلین و خیابان کالینز و یکی در سیدنی در خیابان الیزابت.

## رتبه‌بندی (رنکینگ)
طبق رتبه‌بندی QS در سال ۲۰۱۸، دانشگاه لا تروب، در میان ۴۰۰ دانشگاه برتر جهان قرار دارد و ۲۱اُمین دانشگاه برتر استرالیا است. هم‌چنین، طبق رتبه‌بندی تایمز در سال ۲۰۱۸، این دانشگاه در میان ۴۰۰ دانشگاه برتر جهان قرار دارد و رتبه ۲۰اُمین دانشگاه برتر استرالیا را دارد.